# 利基普環礁
利基普環礁是太平洋由65個島嶼組成的環礁，屬於拉塔克礁鏈的一部分，是馬紹爾群島24個立法選區（legislative district）之一，位於沃傑環礁西北55公里，總土地面積10.26平方公里，中央的潟湖面積424平方公里，1998年人口482。

## 外部連結
- Marshall Islands site（页面存档备份，存于）
- Oceandots entry for Ebon（页面存档备份，存于）
- Carmen C.H. Petrosian-Husa, The De Brum Photo Collection - Memento Mori, Alele Report 2005/1, Historic Preservation Office, Majuro, Marshall Islands.（页面存档备份，存于）